# Clerodendrum macrostegium
Clerodendrum macrostegium är en kransblommig växtart som beskrevs av Johannes Conrad Schauer. Clerodendrum macrostegium ingår i släktet Clerodendrum och familjen kransblommiga växter. Inga underarter finns listade i Catalogue of Life.

## Bildgalleri

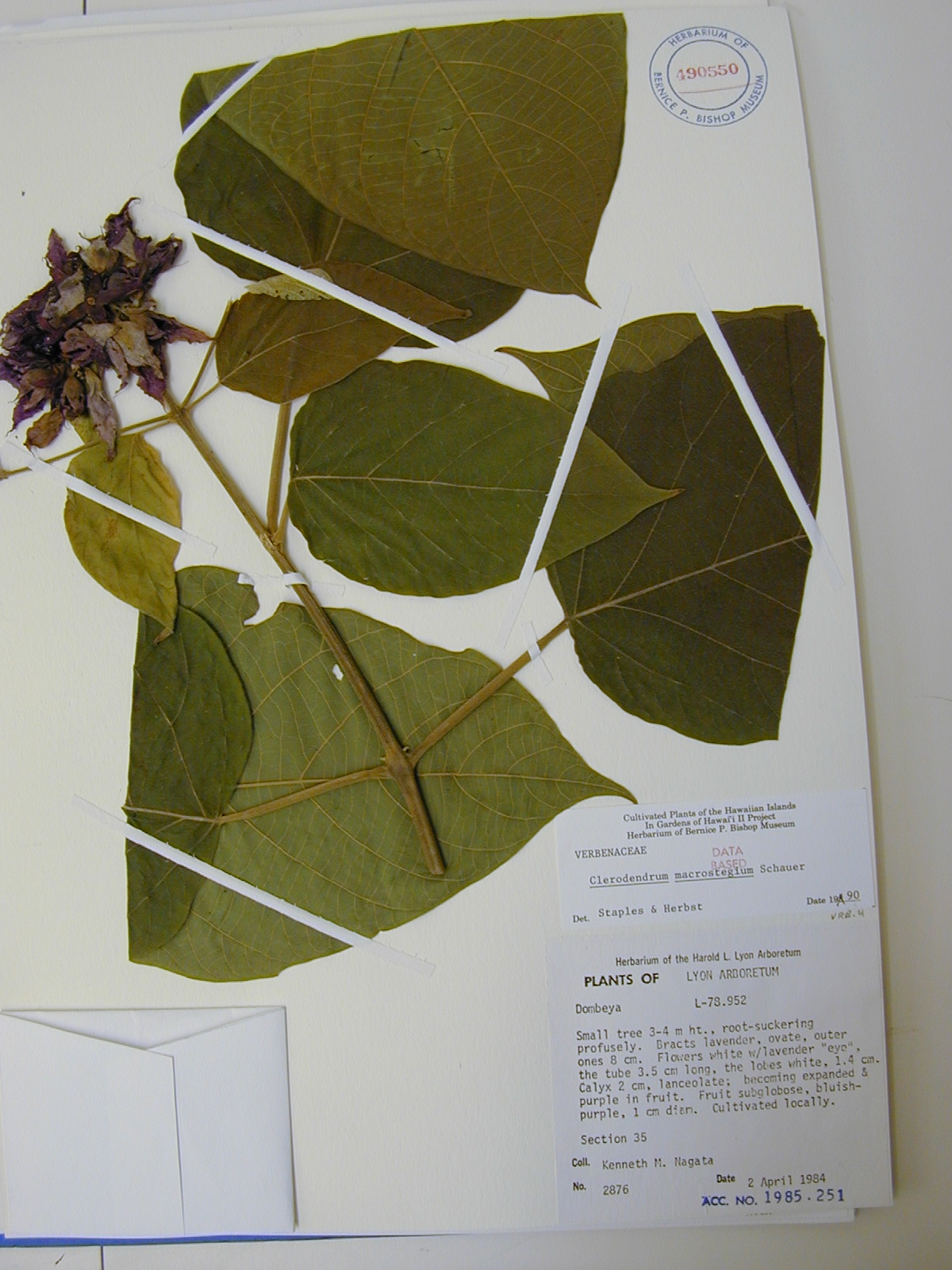
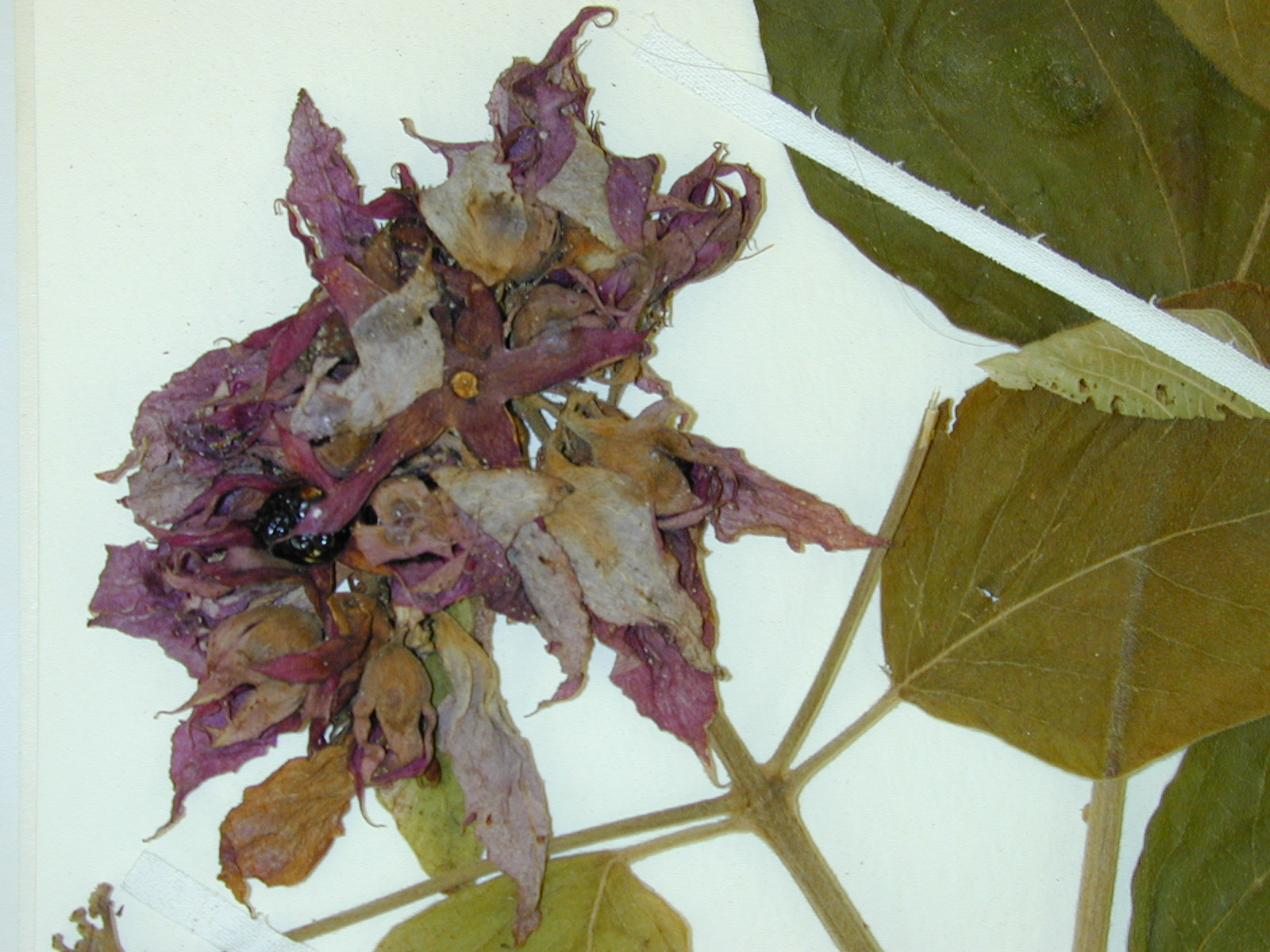
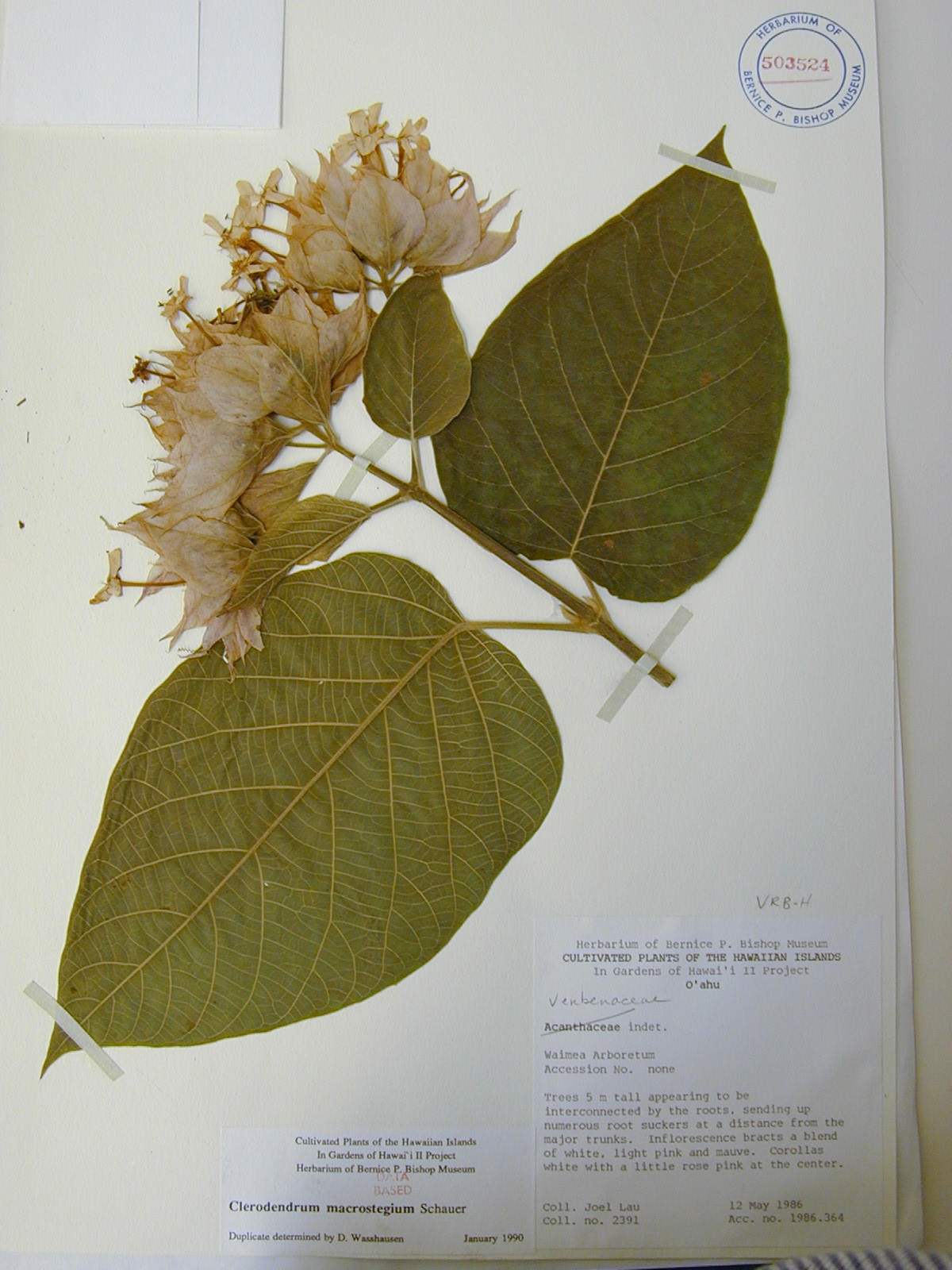
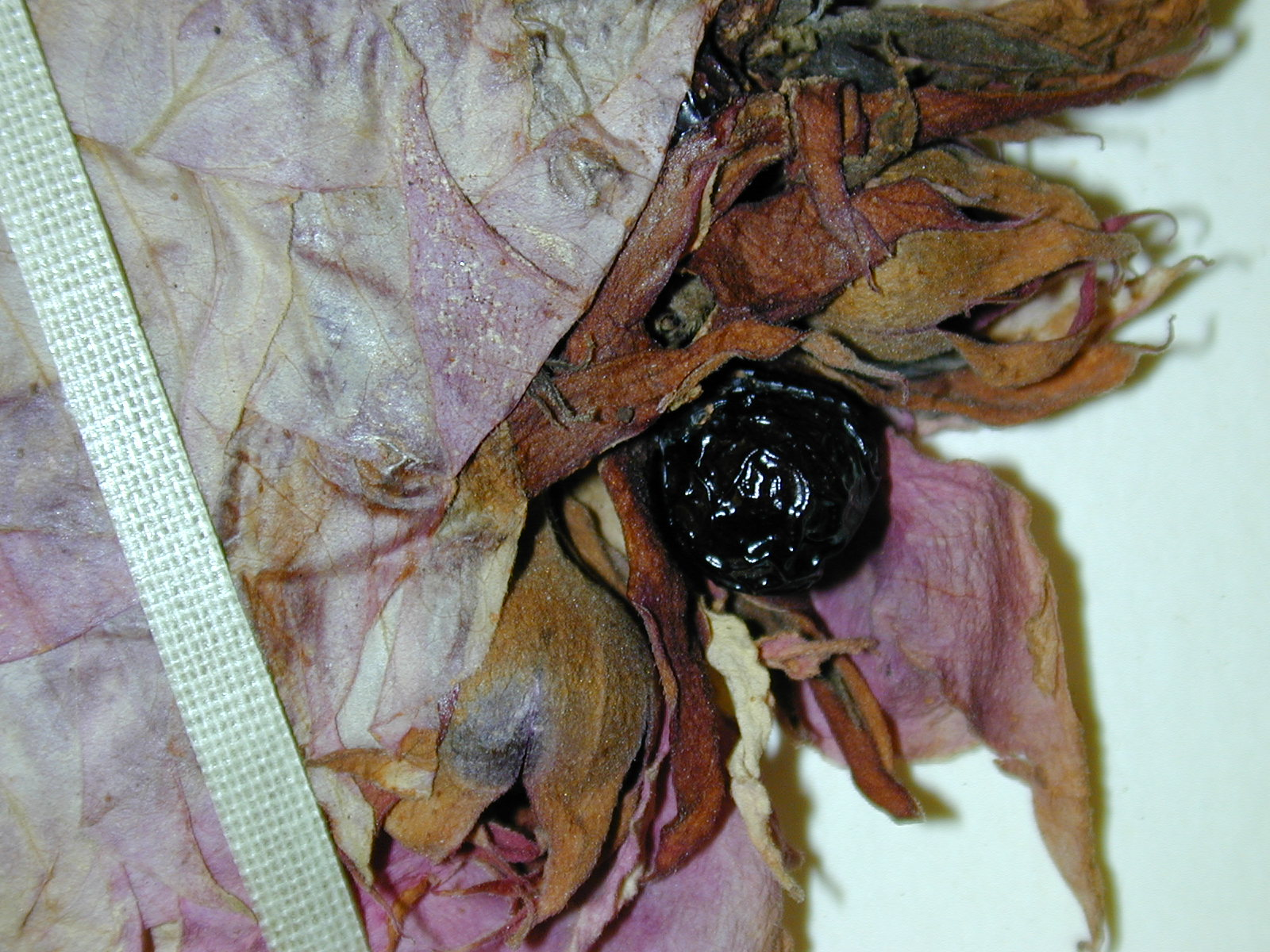